# Firefox Portable
Mozilla Firefox, Portable Edition (ранее также Portable Firefox) — переносимая версия Mozilla Firefox, созданная Джоном Халлером (John T. Haller), которая может запускаться на выполнение с USB флеш-накопителя, CD-ROM или с подобного портативного устройства на компьютере с Windows 98 или новее, Windows 2000 или новее, или Linux или UNIX с подсистемой Wine.
Как портативная программа не оставляет персональной информации на хост-компьютере и не влияет на ранее установленный обычный Firefox.
Firefox Portable отличается от оригинала только программой запуска и поддерживает большинство функций, таких как расширения и автоматические обновления. Модификация создана с расчётом уменьшения нагрузки на flash‐диск.
Потому в параметрах по умолчанию Кэш и история посещения страниц — отключены, история копирования и куки удаляются при выходе (настройки можно изменить).
Плагины, персональные настройки, пароли, закладки и темы могут переноситься вместе с Firefox Portable.